# Алиев, Гусейн Тагирович
Гусейн Тагирович Алиев (25 августа 2003) — российский тайбоксер. Чемпион мира и России. Кандидат в мастера спорта России.

## Карьера
Тайским боксом занимается с 11 лет. Является воспитанником хасавюртовской спортивной школы имени Мавлета Батирова, занимается под руководством Г. Г. Ибрайхалиева. В апреле 2021 года в Кемерово стал чемпионом России. В декабре 2021 года в Таиланде стал чемпионом мира. После чего его торжественно встретили в аэропорту Махачкалы представители министерства спорта Дагестана, администрации Хасавюрта,болельщики и друзья чемпиона. В марте 2022 года в Улан-Удэ завоевал серебряную медаль чемпионата России, уступив в финале Савелию Дорогавцеву из Новосибирской области. В марте 2023 года в Магнитогорске стал серебряным призёром чемпионата России, в финале проиграв Айку Бегяну из Нижегородской области.

## Личная жизнь
Является студентом отделения СПО специальности «Право и организация социального обеспечения» хасавюртовского филиала Дагестанского государственного университета.

## Достижения
- Чемпионат России по тайскому боксу 2021 — ;
- Чемпионат мира по тайскому боксу 2021 — ;
- Чемпионат России по тайскому боксу 2022 — ;
- Чемпионат России по тайскому боксу 2023 — ;